# Aipysurus laevis
Aipysurus laevis är en ormart som beskrevs av Lacépède 1804. Aipysurus laevis ingår i släktet Aipysurus och familjen giftsnokar och underfamiljen havsormar. Inga underarter finns listade i Catalogue of Life.
Arten förekommer i havet kring Nya Guinea och Australien samt västerut till Timor. Honor lägger inga ägg utan föder levande ungar.